# Anekal
Anekal är en ort i Indien.   Den ligger i distriktet Bangalore Urban och delstaten Karnataka, i den södra delen av landet, 1 800 km söder om huvudstaden New Delhi. Anekal ligger 927 meter över havet och antalet invånare är 36 693.
Terrängen runt Anekal är huvudsakligen platt, men åt sydväst är den kuperad. Runt Anekal är det tätbefolkat, med 308 invånare per kvadratkilometer. Närmaste större samhälle är Hosūr, 15,1 km öster om Anekal. Omgivningarna runt Anekal är en mosaik av jordbruksmark och naturlig växtlighet.